# Anadiplosis procera
Anadiplosis procera är en tvåvingeart som beskrevs av Tavares 1920. Anadiplosis procera ingår i släktet Anadiplosis och familjen gallmyggor. Inga underarter finns listade i Catalogue of Life.